# Карпендейл (Західна Вірджинія)
Карпендейл (англ. Carpendale) — місто (англ. town) в США, в окрузі Мінерал штату Західна Вірджинія. Населення — 860 осіб (2020).

## Географія
Карпендейл розташований за координатами 39°37′40″ пн. ш. 78°47′23″ зх. д. / 39.62778° пн. ш. 78.78972° зх. д. (39.627704, -78.789659).  За даними Бюро перепису населення США в 2010 році місто мало площу 3,40 км², уся площа — суходіл.

## Демографія
Згідно з переписом 2010 року, у місті мешкало 977 осіб у 402 домогосподарствах у складі 286 родин. Густота населення становила 288 осіб/км².  Було 421 помешкання (124/км²).
Расовий склад населення:
| - 98,9 % — білих - 0,5 % — чорних або афроамериканців - 0,3 % — азіатів - 0,1 % — корінних американців |

До двох чи більше рас належало 0,2 %. Частка іспаномовних становила 0,0 % від усіх жителів.
За віковим діапазоном населення розподілялося таким чином: 19,2 % — особи молодші 18 років, 58,3 % — особи у віці 18—64 років, 22,5 % — особи у віці 65 років та старші. Медіана віку мешканця становила 43,4 року. На 100 осіб жіночої статі у місті припадало 96,2 чоловіків;  на 100 жінок у віці від 18 років та старших — 96,3 чоловіків також старших 18 років.
Середній дохід на одне домашнє господарство  становив 50 678 доларів США (медіана — 39 659), а середній дохід на одну сім'ю — 67 677 доларів (медіана — 64 792). За межею бідності перебувало 5,3 % осіб, у тому числі 2,4 % дітей у віці до 18 років та 12,4 % осіб у віці 65 років та старших.
Цивільне працевлаштоване населення становило 410 осіб. Основні галузі зайнятості: освіта, охорона здоров'я та соціальна допомога — 30,7 %, роздрібна торгівля — 16,6 %, виробництво — 11,5 %, мистецтво, розваги та відпочинок — 8,8 %.